# La Main blessée
La Main blessée est le vingtième roman de Patrick Grainville, publié aux éditions du Seuil en janvier 2006.

## Historique
Bien qu’en partie autobiographique, La Main blessée rompt pourtant avec la thématique de l’« autobiographie mythique » des tout premiers livres de Patrick Grainville. Comme dans L'Orgie, la Neige (1990) ou Les Anges et les Faucons (1994), la réalité parfois cruelle l’emporte sur l'imaginaire, l’auteur subit lui aussi le passage du temps, la crampe de l’écrivain est un symptôme qui l’oblige à revoir sa vision du monde et à prendre du recul sur lui-même. La Main blessée est à cet égard l’un de ses romans les plus drôles dans sa description des différents médecins et guérisseurs consultés. 

## Résumé
Patrick Grainville dépeint la crampe de l’écrivain qui a failli l’empêcher d’écrire. L’épopée de sa guérison donne lieu à un récit burlesque bourré de thérapeutes farfelus ou dangereux. C’est pour l’écrivain l’occasion de faire un bilan assez psychanalytique de ses contradictions. Nur, une Égyptienne androgyne, connaît avec le narrateur une relation compliquée à laquelle se mêle des amours lesbiens. La beauté sensuelle des chevaux est l’obsession centrale du livre car l’action se passe dans le parc de Maisons-Laffitte. Nur, la cavalière monte son alezane dorée Melody Centauresse qu’elle panse avec amour.

## Réception critique
Le roman est aussi perçu par les chroniqueurs littéraires comme une porte d’entrée dans l’intimité et le quotidien de l’écrivain : lauréat précoce du Goncourt, dont l’originalité de l’œuvre n’est plus à rappeler, et professeur de français « pas comme les autres » en banlieue parisienne. Sur l’impossibilité d’écrire, La Main blessée, tantôt tragique, toujours érotique, donne lieu à une comédie fiévreuse qui révèle ainsi, sous un jour nouveau, l’auteur des Flamboyants.

## Éditions
- La Main blessée, éditions du Seuil, 2006  (ISBN 2020827395).